# Castandiello
Castandiello är en ort i Spanien.   Den ligger i provinsen Province of Asturias och regionen Asturien, i den norra delen av landet, 400 km nordväst om huvudstaden Madrid. Castandiello ligger 267 meter över havet och antalet invånare är 3 072.
Terrängen runt Castandiello är kuperad åt nordost, men åt sydväst är den bergig.Runt Castandiello är det ganska tätbefolkat, med 120 invånare per kvadratkilometer. Närmaste större samhälle är Oviedo, 9,7 km norr om Castandiello. I omgivningarna runt Castandiello växer i huvudsak blandskog.